# Sima Hideo
Sima Hideo (japán írásjelekkel: 島 秀雄, Shima Hideo, (Oszaka, 1901. május 20. – Tokió, 1998. március 18.)) japán mérnök, nevéhez fűződik az első Sinkanszen megépítése.
Sima 1901-ben született Oszakában, és a Tokiói Császári Egyetemen tanult, ahol gépészmérnöknek tanult. Édesapja egy olyan tisztviselői csoport tagja volt, amely felépítette Japán feltörekvő vasúti iparát.